# 一太郎 (俳優)
一太郎（いちたろう、本名：山崎 一太郎（やまざき いちたろう）、1980年7月19日 - ）は俳優、ミュージシャン。静岡県熱海市出身。元グランドスラム所属。現在芸能活動を行っているかは不明。血液型はA型。身長170cm、体重56kg。

## 人物
- 2005年3月までワタナベエンターテインメントに所属し、役者集団D-BOYSのメンバーだった。
- 趣味は、映画鑑賞、特技は、水泳、カポエイラ。
- JOHNQUESTのヴォーカル担当。2012年7月10日、無期限の活動休止ライブを行なった。

## 出演

### テレビドラマ
- WATER BOYS（2003年7月1日 - 9月9日、フジテレビ） - 一條 役
- デジタルテレビがやってきた日（2004年、NHK）
- おとなの夏休み 第2話 - 最終話（2005年7月13日 - 9月7日、日本テレビ） - 穴熊 役
- ガチバカ!（2006年1月19日 - 3月23日、TBS） - 犬伏勇作 役
- 下北 GLORY DAYS（2006年4月15日 - 7月8日、テレビ東京） - 主演・大野優太 役

### バラエティー
- F2（2002年11月25日 - 2004年3月31日、フジテレビ）
- F2-X（2004年4月2日 - 10月1日、フジテレビ）
- 世界ウルルン滞在記「ベトナムのスーパー農民に…一太郎が出会った」（2005年12月25日、MBS・TBS系）
- 未来創造堂（日本テレビ）
  - 「バスクリンを作った男」（2006年8月4日） - 主演・津村重舎 役
  - 「紙おむつを作った男」（2007年4月20日） - 主演・阿部啓二 役

### 映画
- 椿三十郎（2007年12月1日、東宝） - 保川邦衛 役
- わたし出すわ（2009年10月31日、アスミック・エース） - マックス 役
- ファイナル・ジャッジメント（2012年6月2日、日活） - 森谷光彦 役

### 舞台
- ミュージカル テニスの王子様（2003年4月30日 - 5月5日、東京芸術劇場 中ホール） - 菊丸英二 役
  - ミュージカル テニスの王子様 Remarkable 1st Match 不動峰（2003年12月30日 - 2004年1月1日、ゆうぽうと簡易保険ホール / 2004年1月3日 - 5日、メルパルクホール）
- イット・ランズ・イン・ザ・ファミリー〜パパと呼ばないで!〜（2004年7月8日 - 25日、ル テアトル銀座 / 7月31日、福岡市民会館 / 8月3日 - 5日、大阪厚生年金会館・芸術ホール / 8月7日・8日、愛知厚生年金会館） - レズリー 役

### 配信ドラマ
- ベストフレンド（2004年7月30日 - 10月15日、NETCINEMA.TV・ブロードバンドピクチャーズ） - 宮下健作 役
- 歌で逢いましょう♪（2006年1月20日 - 3月31日、GyaO） - カズ 役

### ネットラジオ
- 一太郎の人生楽しけりゃいいじゃん!!

### CM
- 花王『ラビナスカラーアピール』（2004年）
- アートヴィレッヂ『BODY GLOVE』イメージキャラクター（2007年 - 2009年）